# اس‌ام یوبی-۱۰۸
اس‌ام یوبی-۱۰۸ (به انگلیسی: SM UB-108) یک زیردریایی بود که طول آن ۵۵٫۳ متر (۱۸۱ فوت) بود. این زیردریایی در سال ۱۹۱۷ ساخته شد.